# Рихтер, Курт
Курт Рихтер (нем. Kurt Richter; 24 ноября 1900, Берлин — 29 декабря 1969, Берлин) — немецкий шахматист (ГДР); международный мастер (1950), шахматный композитор. Участник (с 1929) ряда чемпионатов Германии, лучшие результаты: 1935 — 1-е, 1937 — 2-е; с 1922 — неоднократный чемпион Берлина. В составе команды Германии участник Олимпиад 1930 и 1931.
Лучшие результаты в международных турнирах: Ниндорф (1934) — 2-е; Подебради (1936) — 8-9-е (против 6 призёров — С. Флора, А. Алехина и других набрал 4 очка); Штутгарт (1939) — 2-е места.
Автор многих учебных пособий, составитель сборников партий и комбинаций.

## Книги
- Die Hohe Schule der Schachtaktik, В., 1952.